# Caroline Cannon
Caroline Cannon ou Aqugaq é uma líder Inupiat e ambientalista de Point Hope, Alasca. Ela recebeu o Prémio Ambiental Goldman em 2012 pela sua luta na protecção dos ecossistemas marinhos contra a poluição da indústria do petróleo.